# Gara Lille-Flandres

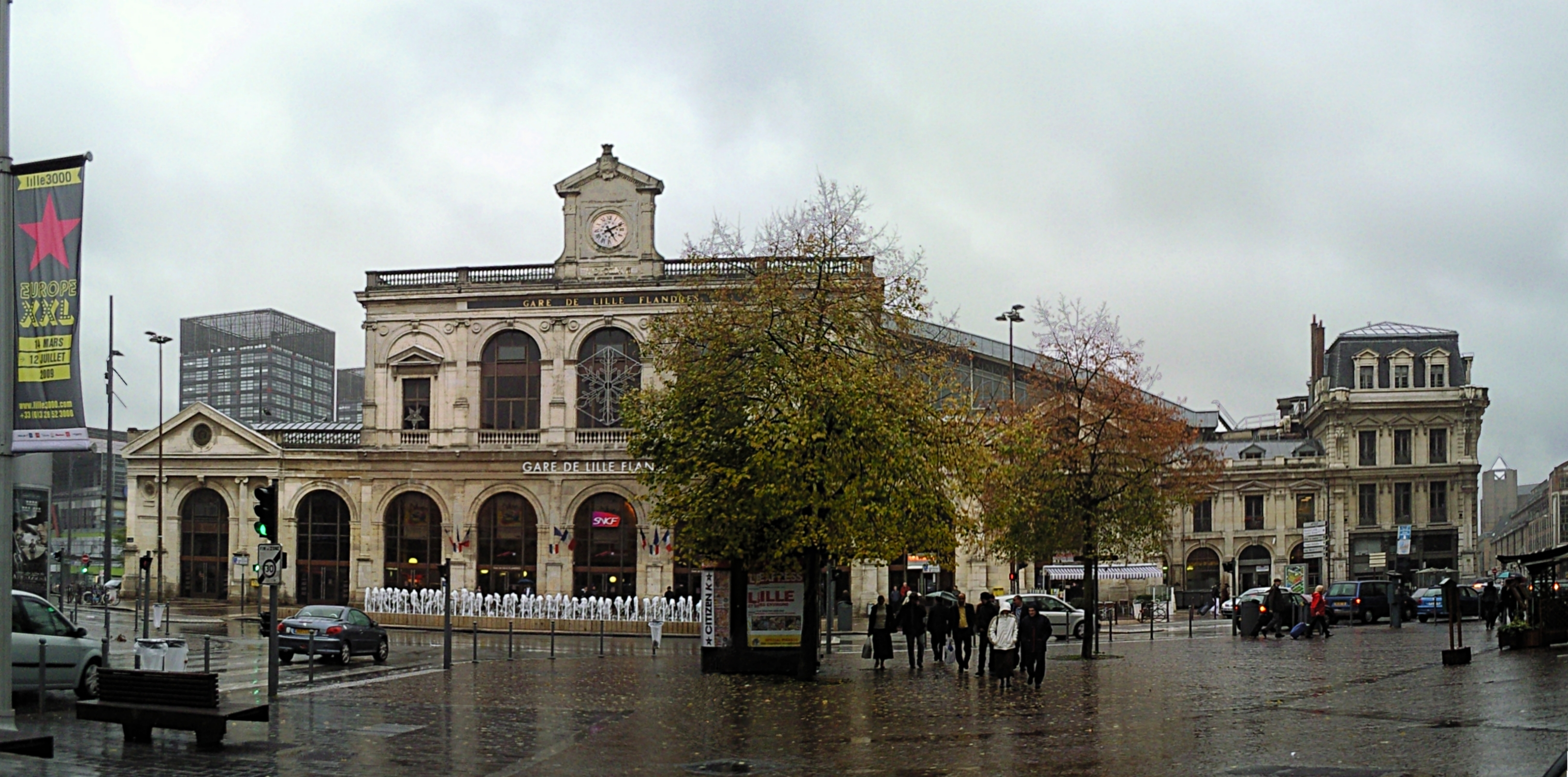
Fațada gării

Gara Lille-Flandres (în franceză Gare de Lille-Flandres) este stația centrală de tren și de metrou din orașul nordic francez Lille. Lille-Flandres este o stație terminus și a fost inaugurată sub numele de Gara Lille (Gare de Lille) în 1843. Cu toate că, începând cu deschiderea garii Lille-Europe în 1993, majoritatea trenurilor de mare viteză ajung la acea stație, Lille-Flandres, situată într-o poziție mai centrală, este încă deservită de trenuri TGV către Paris Gare du Nord. De asemenea, această stație este capătul liniei pentru trenurile locale TER⁠(d) și trenurile internaționale NMBS către Belgia (prin Kortrijk sau Tournai).
Stația de metrou Lille-Flandres este deservită de ambele linii ale sistemului VAL⁠(d), metroul ușor automatizat din Lille.
Fațada stației este fațada originală a Gării de Nord din Paris, care în 1860 a fost tăiată în bucăți și reconstruită la locul său actual în timpul construcției unei noi fațade.

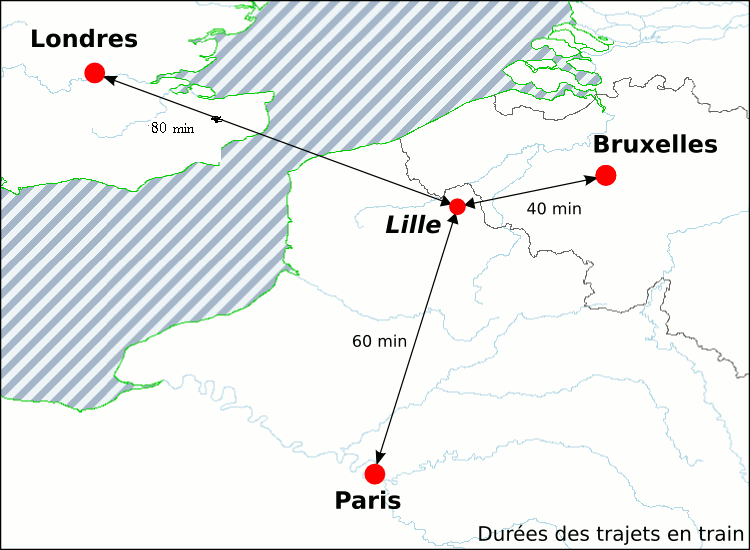
Lille este un important nod de conexiune între Londra, Bruxelles și Paris.

## Serviciul de trenuri

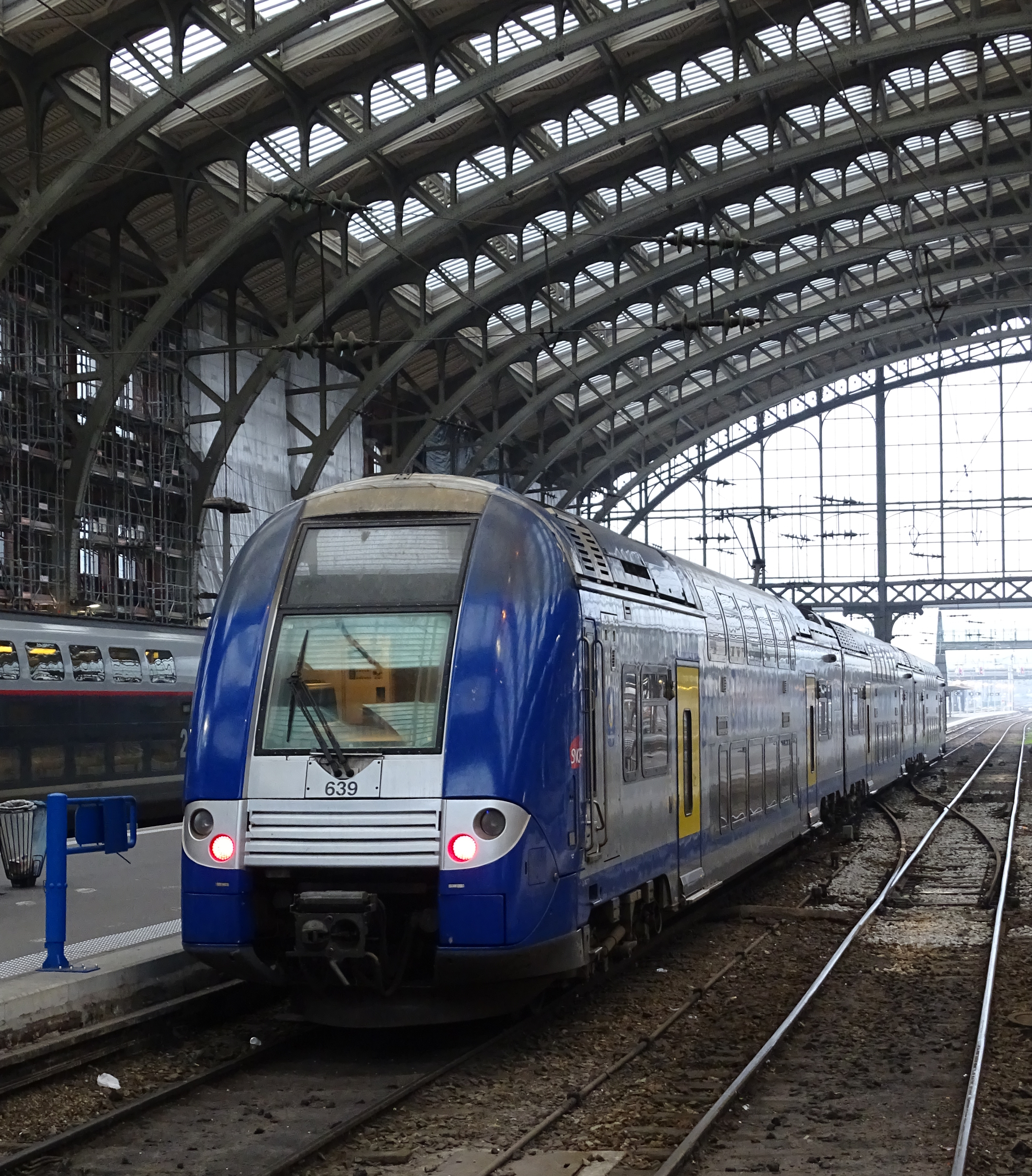
Peronurile acoperite ale gării